# Distrito de Giridih
Giridih (en hindi; गिरिडीह जिला) es un distrito de la India en el estado de Jharkhand. Código ISO: IN.JK.GI.
Comprende una superficie de 4 887 km².
El centro administrativo es la ciudad de Giridih.

## Demografía
Según censo 2011 contaba con una población total de 2 445 203 habitantes, de los cuales 1 186 596 eran mujeres y 1 258 607 varones.